# Telangana Kalam
Telangana Kalam is een Telugu-dagblad, dat uitkomt in de Indiase deelstaten Andhra Pradesh en Telangana. De krant verscheen voor het eerst op 12 februari 2013 en is gevestigd in Haiderabad.